# Macintosh Plus
Il Macintosh Plus è un personal computer prodotto da Apple. È stato commercializzato come evoluzione del primo Macintosh, presentato 2 anni prima, ed è appartenente alla prima serie di computer Macintosh classici. Originariamente disponibile nel colore beige, dal 1987 è stato venduto con il case di colore bianco platino. È stato messo in vendita il 16 gennaio 1986 al prezzo di 2.599 dollari ed è rimasto in commercio fino al 15 ottobre 1990.
È stato il primo Macintosh dotato di porta SCSI, che ha permesso agli utenti di collegare molte periferiche esterne (come dischi rigidi, scanner, stampanti, lettori CD-ROM, monitor e altro ancora), il primo Macintosh ad offrire la possibilità di espandere la memoria (i precedenti modelli avevano un quantitativo fisso di RAM) ed il primo Macintosh ad essere dotato della nuova unità floppy da 3,5" capace di leggere i dischetti a doppio lato da 800 KB.
Ne è stata realizzata anche una versione per le scuole, denominata Macintosh Plus ED.

## Caratteristiche
Il computer rappresentava un'evoluzione dell'originale Macintosh 128K: anche se questo era stato aggiornato 6 mesi dopo la sua presentazione con il modello Macintosh 512K, quest'ultimo altro non era che lo stesso modello con la sola differenza della RAM quadruplicata. Il Macintosh Plus era invece un modello rivisto sotto diversi punti.
Il Plus era dotato della nuova unità floppy da 3,5" capace di gestire i dischetti DS-DD (Double-Sided, Double Density) a doppia faccia con una capacità di 800 KB, il doppio di quelli gestiti dal primo Macintosh (400 KB) perché l'unità di questo computer era in grado di leggere solo un lato dei dischetti. Come quella da 400 KB, anche la nuova unità faceva variare la velocità di rotazione del disco durante la lettura e la scrittura dei dati in modo da massimizzare le informazioni memorizzate sul supporto. Questo metodo di memorizzazione dei dati rendeva incompatibili i floppy disk formattati dal Macintosh con le unità PC IBM compatibili e viceversa.
Il Macintosh Plus è stato il primo modello della serie Macintosh a offrire la possibilità di espandere la memoria RAM mediante l'uso di moduli SIMM. Dalla fabbrica usciva con 1 MB, ottenuti mediante 4 moduli SIMM da 256 KB che potevano essere sostituiti per installare fino ad un massimo di 4 MB di RAM. Aveva la ROM portata a 128 KB, il doppio dei precedenti modelli, per contenere il nuovo firmware che includeva il supporto per le unità SCSI, per i nuovi floppy disk da 800 KB e per l'Hierarchical File System (HFS), un file system introdotto da Apple nel 1985 che utilizzava una gestione gerarchica delle cartelle, a differenza del precedente Macintosh File System che le simulava con degli indici gestiti dal Sistema Operativo.
Il Macintosh Plus era un'unità all-in-one dotata dello stesso monitor da 9" in bianco e nero capace di 512×342 pixel e con una risoluzione di 72 punti per pollice, come il precedente Macintosh. A differenza dei due modelli precedenti, il Macintosh 128K ed il Macintosh 512K, il Macintosh Plus includeva una tastiera comprensiva del tastierino numerico separato; come essi, invece, era dotato di un mouse con un solo pulsante e non era fornito di ventola (il che lo rendeva un computer molto silenzioso).
Le applicazioni MacPaint e MacWrite erano fornite insieme al computer. A partire dal mese di agosto del 1987 Apple aggiunse all'offerta anche HyperCard e MultiFinder. Erano disponibili anche applicazioni di terze parti come MacDraw, Microsoft Word ed Excel, ClarisWorks (in futuro diventerà AppleWorks), Microsoft PowerPoint, Aldus PageMaker e Aldus FreeHand.

## Vita commerciale
Sebbene il Macintosh Plus fosse oramai obsoleto nel marzo del 1987, quando venne presentata la nuova serie di Macintosh SE, il Plus fu prodotto fino al 15 ottobre del 1990, quando venne definitivamente sostituito dal Macintosh Classic, rimanendo in commercio per quasi 5 anni e risultando così il modello di Macintosh con la vita più lunga mai prodotto da Apple. La sua vita è stata allungata, tra l'altro, dal fatto che è stato supportato da varie uscite del Mac OS fino al System 7.5.5.

## Emulazione
Per gli utenti nostalgici esiste un programma chiamato Mini vMac in grado di emulare un Macintosh Plus. Mini vMac funziona su molti sistemi operativi, inclusi Unix, Microsoft Windows, DOS, Android e macOS.

## Galleria d'immagini

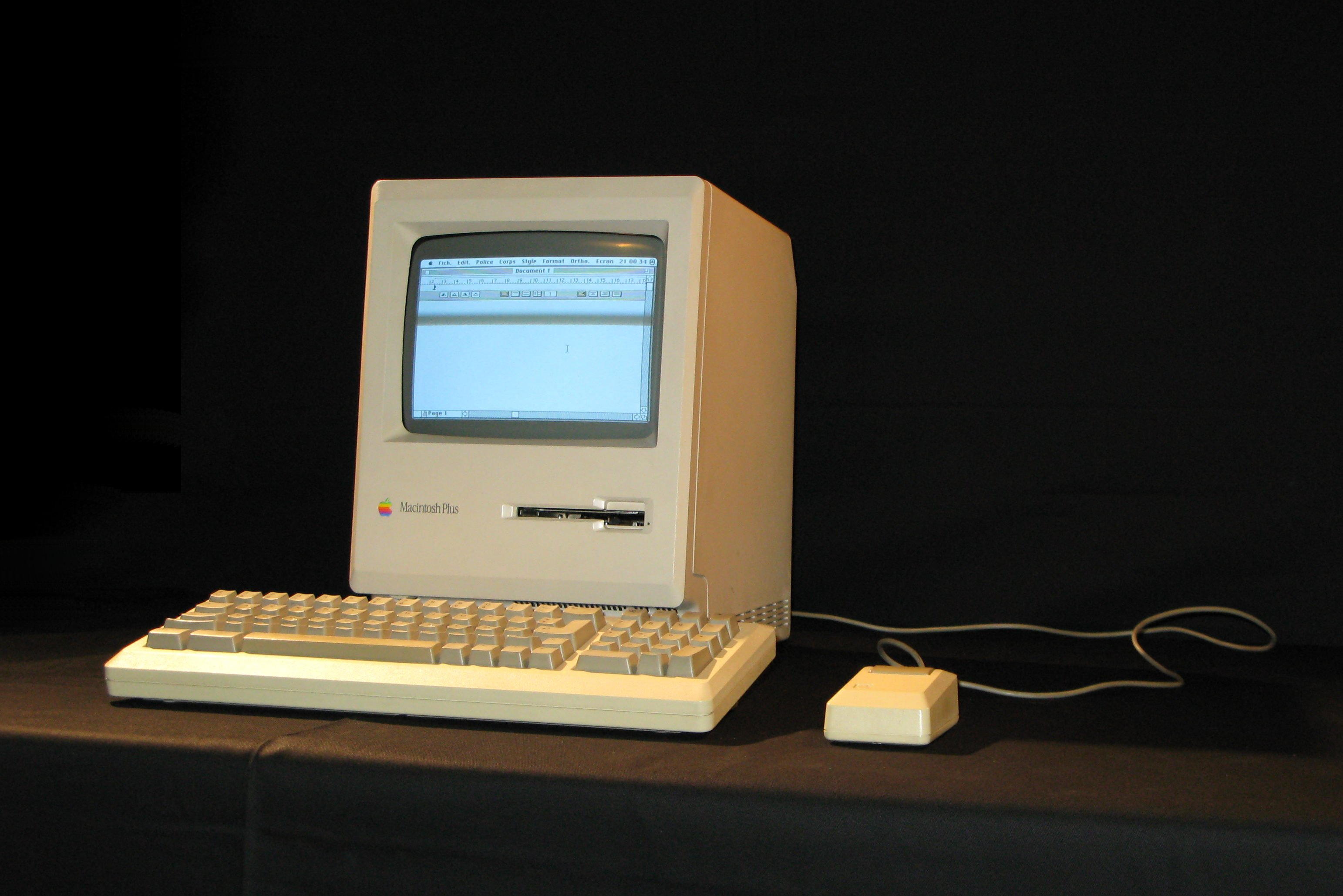
Un Macintosh Plus acceso
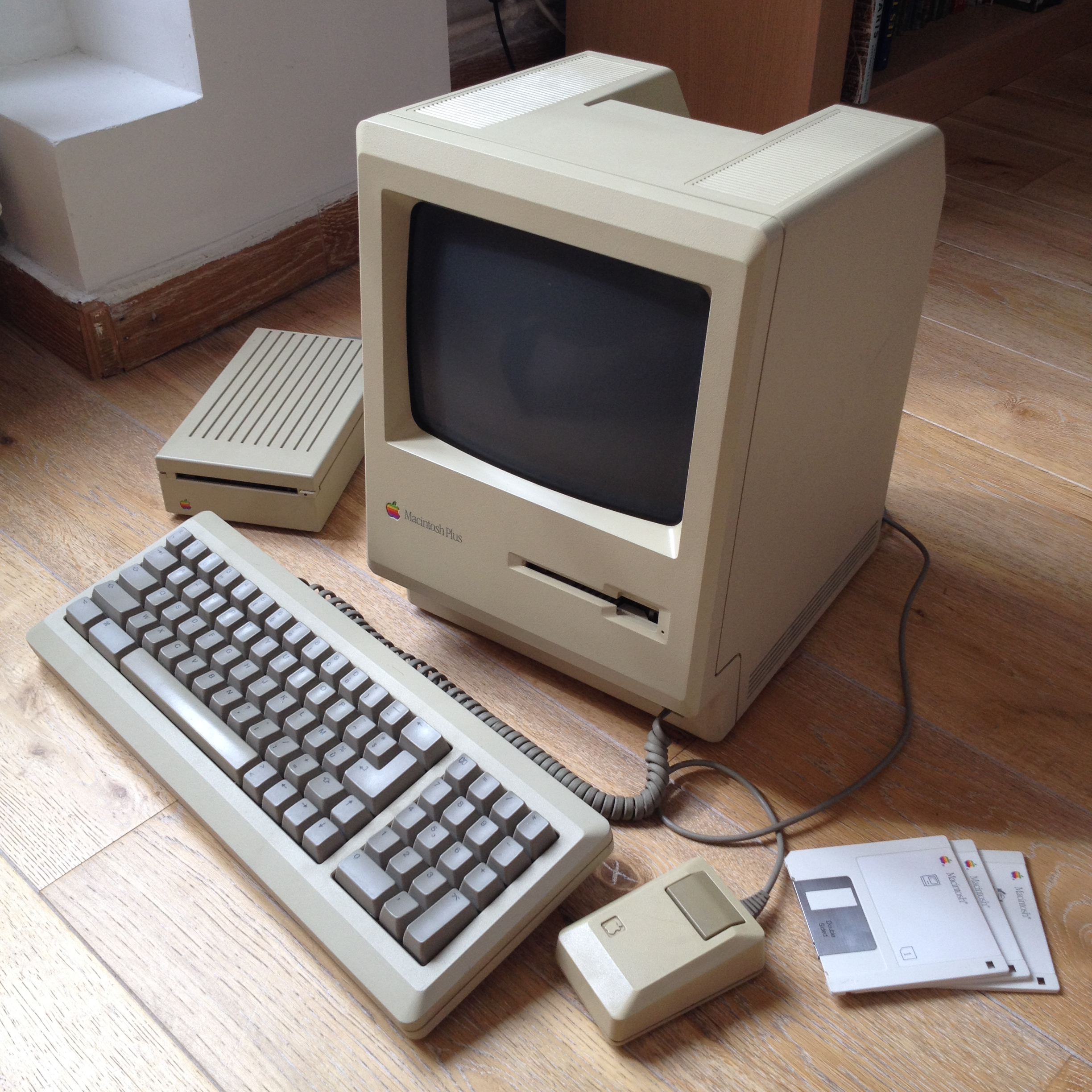
Configurazione con l'unità per floppy esterna
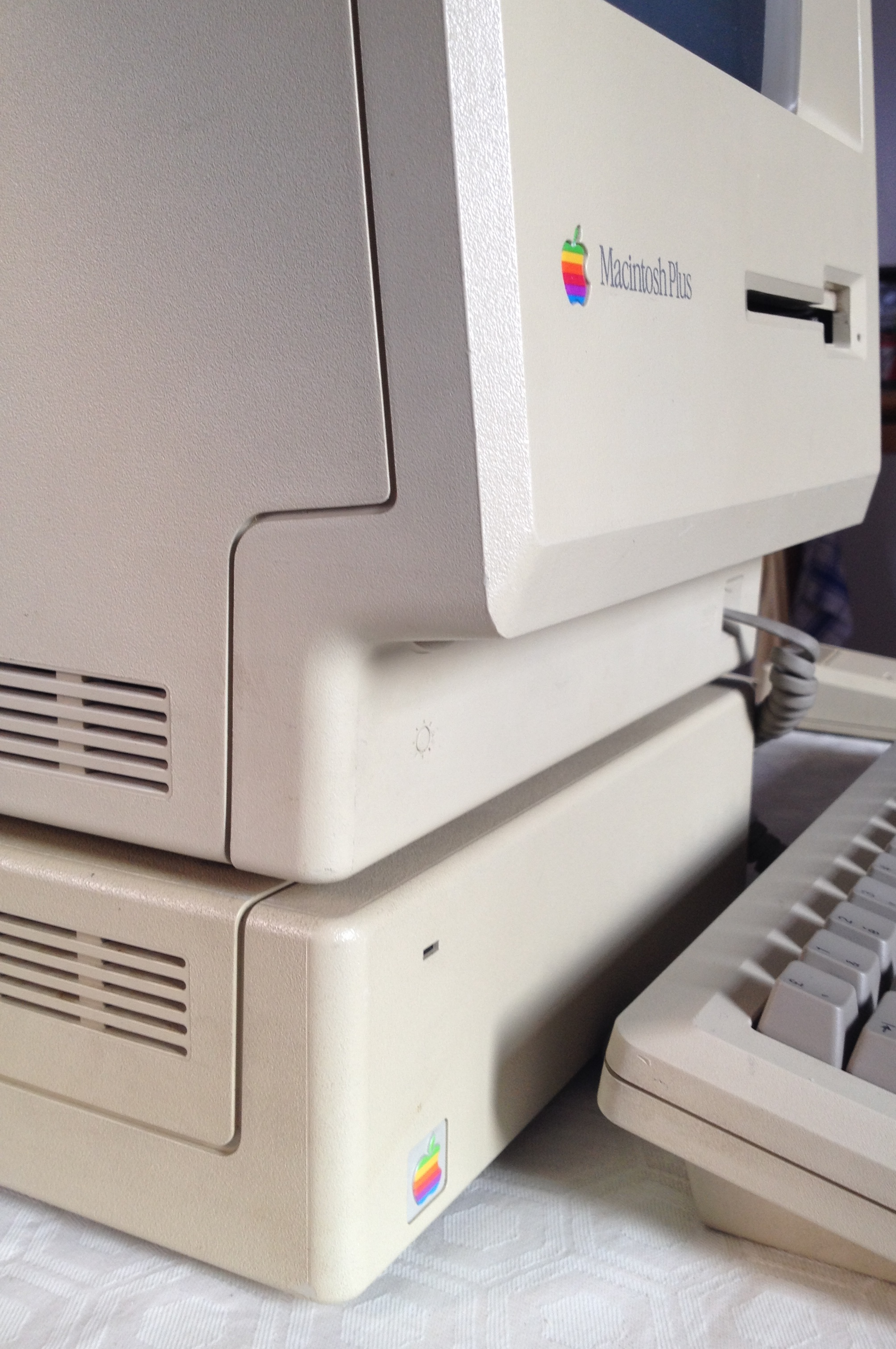
Il computer appoggiato sull'Hard Disk 20
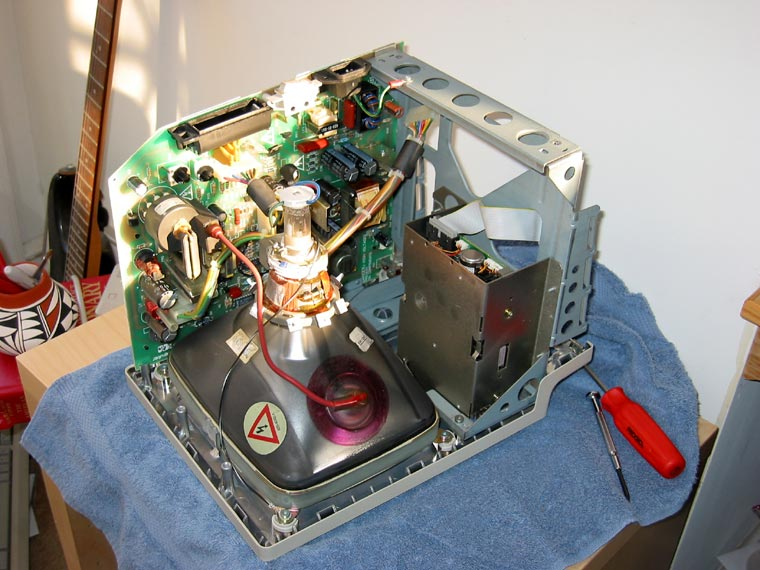
L'interno del Macintosh Plus